# ウラディーミル・スピヴァコフ
ウラディーミル・テオドロヴィチ・スピヴァコフ（ロシア語: Владимир Теодорович Спиваков, ラテン文字転写: Vladimir Teodorovich Spivakov, 1944年9月12日 ウファ - ）はロシア(旧ソビエト連邦)出身のヴァイオリニストおよび指揮者。室内オーケストラ「モスクワ・ヴィルトゥオージ」の主宰として名高い。サティ夫人（Sati）はテレビタレントである。

## 経歴
1944年、ウーファのユダヤ人家庭に生まれる。両親はウファに疎開中であった。戦後レニングラードへ戻り、1955年にレニングラード音楽院付属音楽学校に編入した。1963年に同校を卒業し、1963年から1968年にかけてモスクワ音楽院でユーリー・ヤンケレヴィチのクラスで学ぶ。その後研究科に進み、1970年に卒業。
演奏者としては1965年からコンサート活動を始めており、1970年からモスクワ・フィルハーモニーのソリストをつとめた。1975～1990年、グネーシン音楽大学で教える。1994～2005年にはチューリヒでマスタークラスを開いた。
指揮者としては、1979年にシカゴ交響楽団と協演して西側デビューを果たす。同年にモスクワ・ヴィルトゥオージを設立。1984年にレナード・バーンスタインから指揮棒をプレゼントされる。1989年にスペインに移住。1999～2003年にはロシア・ナショナル管弦楽団を率いた。現在はロシア・ナショナル・フィルハーモニー管弦楽団の芸術監督ならびに首席指揮者を兼務している。
1991年にソ連人民芸術家に任命された。1994年にロシアの孤児救済のためにスピヴァコフ慈善基金を設立する。1989年より音楽監督を務めてきたコルマル国際音楽祭への功労が認められ、レジオン・ドヌールを受勲。

## 演奏活動
スピヴァコフは、ヤンケレヴィチ門下の同世代ヴァイオリニストの中では、最も練達といわれる演奏家のひとりであり、モスクワやパリ、ジェノヴァ、モントリオールで開かれる数々のコンクールに入選している。レパートリーは、バッハやベートーヴェン、ブラームスからショスタコーヴィチやシュニトケに至るまで幅広く、協奏曲や室内楽といったジャンルの違いも問わない。